# سن-بنووا-دو-لاک، کبک
سن-بنووا-دو-لاک (به فرانسوی: Saint-Benoît-du-Lac) شهری در منطقه شهری مامفرماگوگ ناحیه استری در استان کبک کانادا است. در سرشماری سال ۲۰۱۱ این شهر ۴۴ نفر جمعیت داشته‌است و مساحت آن ۲٫۲۷ کیلومتر مربع است.